# Aristias neglectus
Aristias neglectus är en kräftdjursart som beskrevs av Hansen 1887. Aristias neglectus ingår i släktet Aristias och familjen Aristiidae. Arten är reproducerande i Sverige. Inga underarter finns listade i Catalogue of Life.